# Liên đoàn bóng đá Sri Lanka
Liên đoàn bóng đá Sri Lanka (FFSL) là tổ chức quản lý, điều hành các hoạt động bóng đá ở Sri Lanka. FFSL quản lý đội tuyển bóng đá quốc gia Sri Lanka, tổ chức các giải bóng đá như giải vô địch bóng đá Sri Lanka, cúp bóng đá Sri Lanka,.... FFSL là thành viên của cả Liên đoàn bóng đá thế giới (FIFA), Liên đoàn bóng đá châu Á (AFC) và Liên đoàn bóng đá Nam Á (SAFF).
Chủ tịch của Liên đoàn bóng đá Sri Lanka hiện nay là ông Thilina Panditharatne.